# Campionatul de Scrimă din România
Campionatul de Scrimă din România este cea mai importantă competiție de scrimă în România, organizată de Federația Română de Scrimă în fiecare an. 

## Campioni naționali

### Floretă
| An        | Masculin la individual                           | Feminin la individual                            | Masculin pe echipe                               | Feminin pe echipe                                |
| --------- | ------------------------------------------------ | ------------------------------------------------ | ------------------------------------------------ | ------------------------------------------------ |
| 1920      | Dinu Cesianu                                     | _                                                | _                                                | _                                                |
| 1921      | Alexandru Racoviță                               | _                                                | _                                                | _                                                |
| 1922      | Mihai Savu                                       | _                                                | _                                                | _                                                |
| 1923      | Mihai Savu                                       | _                                                | _                                                | _                                                |
| 1924      | Gheorghe Caranfil                                | _                                                | _                                                | _                                                |
| 1925      | Mihai Savu                                       | _                                                | _                                                | _                                                |
| 1926      | Gheorghe Caranfil                                | _                                                | _                                                | _                                                |
| 1927      | Constantin H. Rosetti                            | _                                                | _                                                | _                                                |
| 1928      | Gheorghe Caranfil                                | _                                                | _                                                | _                                                |
| 1929      | Denis de Dolescko                                | _                                                | _                                                | _                                                |
| 1930      | Nicolae Marinescu                                | _                                                | _                                                | _                                                |
| 1931      | Gheorghe Caranfil                                | _                                                | _                                                | _                                                |
| 1932      | Nicolae Marinescu                                | _                                                | _                                                | _                                                |
| 1933      | Nicolae Marinescu                                | _                                                | _                                                | _                                                |
| 1934      | Radu Matak                                       | _                                                | _                                                | _                                                |
| 1935      | Nicolae Marinescu                                | _                                                | _                                                | _                                                |
| 1936      | Nicolae Marinescu                                | _                                                | _                                                | _                                                |
| 1937      | Nicolae Marinescu                                | Lili Prager                                      | _                                                | _                                                |
| 1938      | Nicolae Marinescu                                | _                                                | _                                                | _                                                |
| 1939      | Grigore Neculce                                  | Eva Kimmel                                       | _                                                | _                                                |
| 1940      | Grigore Neculce                                  | Lili Prager                                      | _                                                | _                                                |
| 1941–1942 | nu a avut loc din cauza al Doilea Război Mondial | nu a avut loc din cauza al Doilea Război Mondial | nu a avut loc din cauza al Doilea Război Mondial | nu a avut loc din cauza al Doilea Război Mondial |
| 1943      | Ilie Tudor                                       | _                                                | _                                                | _                                                |
| 1944      | nu a avut loc din cauza al Doilea Război Mondial | nu a avut loc din cauza al Doilea Război Mondial | nu a avut loc din cauza al Doilea Război Mondial | nu a avut loc din cauza al Doilea Război Mondial |
| 1945      | Aristide Galimir                                 | _                                                | _                                                | _                                                |
| 1946      | Aristide Galimir                                 | Ioana Dobrin                                     | _                                                | _                                                |
| 1947      | Nicolae Marinescu                                | Lili Prager                                      | _                                                | _                                                |
| 1948      | Ilie Tudor                                       | Rita Catalan                                     | Godeanu București                                | _                                                |
| 1949      | Grigore Neculce                                  | Lelia Talpeș                                     | _                                                | _                                                |
| 1950      | Ilie Tudor                                       | Mia Măglașu                                      | Spartac Banca RPR București                      | _                                                |
| 1951      | Nicolae Marinescu                                | Idus Kesthelyi                                   | CCA București                                    | Spartac Banca RPR București                      |
| 1952      | Nicolae Marinescu                                | Ilona Zagoni                                     | CCA București                                    | Știința Cluj                                     |
| 1953      | Vasile Chelaru                                   | Ilona Zagoni                                     | CCA București                                    | Știința Cluj                                     |
| 1954      | Andrei Vâlcea                                    | Maria Taitiș                                     | CCA București                                    | Știința Cluj                                     |
| 1955      | Angelo Pellegrini                                | Olga Orban                                       | CCA București                                    | Știința Cluj                                     |
| 1956      | Ștefan Tăpălagă                                  | Maria Taitiș                                     | CCA București                                    | Progresul Finanțe Bănci București                |
| 1957      | Tănase Mureșanu                                  | Ecaterina Orb-Lazăr                              | CCA București                                    | Progresul Finanțe Bănci București                |
| 1958      | Tănase Mureșanu                                  | Olga Orban                                       | CCA București                                    | Progresul București                              |
| 1959      | Ilie Tudor                                       | Olga Orban                                       | CCA București                                    | CCA București                                    |
| 1960      | Iosif Zilahy                                     | Maria Vicol                                      | Petrolul Ploiești                                | Progresul București                              |
| 1961      | Iosif Zilahy                                     | Olga Szabo-Orban                                 | CCA București                                    | CSM Cluj                                         |
| 1962      | Tănase Mureșanu                                  | Olga Szabo-Orban                                 | CSA Steaua                                       | CSA Steaua                                       |
| 1963      | Tănase Mureșanu                                  | Maria Vicol                                      | CSA Steaua                                       | Progresul București                              |
| 1964      | Ion Drîmbă                                       | Maria Vicol                                      | CSA Steaua                                       | Unio Satu Mare                                   |
| 1965      | Iuliu Falb                                       | Olga Szabo-Orban                                 | CSA Steaua                                       | CSA Steaua                                       |
| 1966      | Iuliu Falb                                       | Ileana Gyulai                                    | CSA Steaua                                       | CSA Steaua                                       |
| 1967      | Iuliu Falb                                       | Ileana Gyulai                                    | CSA Steaua                                       | CSA Steaua                                       |
| 1968      | Ion Drîmbă                                       | Ecaterina Iencic                                 | CSA Steaua                                       | CSA Steaua                                       |
| 1969      | Ion Drîmbă                                       | Olga Szabo-Orban                                 | CSA Steaua                                       | CSA Steaua                                       |
| 1970      | Mihai Țiu                                        | Suzana Ardeleanu                                 | CSA Steaua                                       | CSA Steaua                                       |
| 1971      | Mihai Țiu                                        | Suzana Ardeleanu                                 | CSA Steaua                                       | CSA Steaua                                       |
| 1972      | Mihai Țiu                                        | Ana Pascu                                        | CSA Steaua                                       | CSA Steaua                                       |
| 1973      | Mihai Țiu                                        | Ileana Gyulai                                    | CSA Steaua                                       | CSA Steaua                                       |
| 1974      | Petru Kuki                                       | Suzana Ardeleanu                                 | CSA Steaua                                       | CSA Steaua                                       |
| 1975      | Petru Kuki                                       | Ecaterina Stahl-Iencic                           | CSA Steaua                                       | CSA Steaua                                       |
| 1976      | Mihai Țiu                                        | Suzana Ardeleanu                                 | CSA Steaua                                       | CSA Steaua                                       |
| 1977      | Petre Buricea                                    | Marcela Moldovan                                 | CSA Steaua                                       | CSA Steaua                                       |
| 1978      | Mihai Țiu                                        | Suzana Ardeleanu                                 | CSA Steaua                                       | CSA Steaua                                       |
| 1979      | Petru Kuki                                       | Suzana Ardeleanu                                 | CSA Steaua                                       | CSA Steaua                                       |
| 1980      | Petru Kuki                                       | Aurora Dan                                       | CSA Steaua                                       | CSA Steaua                                       |
| 1981      | Petru Kuki                                       | Aurora Dan                                       | CSA Steaua                                       | CS Satu Mare                                     |
| 1982      | Petru Kuki                                       | Suzana Ardeleanu                                 | CSA Steaua                                       | CS Satu Mare                                     |
| 1983      | Petru Kuki                                       | Suzana Ardeleanu                                 | CSA Steaua                                       | CS Satu Mare                                     |
| 1984      | Petru Kuki                                       | Elisabeta Tufan-Guzganu                          | CSA Steaua                                       | CS Dinamo                                        |
| 1985      | Livius Buzan                                     | Rozalia Oros                                     | CSA Steaua                                       | CS Satu Mare                                     |
| 1986      | Romică Molea                                     | Reka Szabo                                       | CSA Steaua                                       | CS Satu Mare                                     |
| 1987      | Nicolae Ille                                     | Rozalia Oros                                     | CSA Steaua                                       | CSA Steaua                                       |
| 1988      | George Oancea                                    | Reka Szabo                                       | CSA Steaua                                       | CSA Steaua                                       |
| 1989      | George Oancea                                    | Laura Badea                                      | Flacăra Satu Mare                                | CSA Steaua                                       |
| 1990      | Petre Ducu                                       | Roxana Dumitrescu                                | CSA Steaua                                       | CSA Steaua                                       |
| 1991      | Romică Molea                                     | Claudia Grigorescu                               | CSA Steaua                                       | CSA Steaua                                       |
| 1992      | Petre Ducu                                       | Reka Szabo                                       | CSA Steaua                                       | CSA Steaua                                       |
| 1993      | Livius Buzan                                     | Laura Badea                                      | CSA Steaua                                       | CSA Steaua                                       |
| 1994      | Romică Molea                                     | Laura Badea                                      | CSA Steaua                                       | BNR București                                    |
| 1995      | Petre Ducu                                       | Reka Szabo                                       | CSA Steaua                                       | CSA Steaua                                       |
| 1996      | Petre Ducu                                       | Laura Badea                                      | CSA Steaua                                       | CSA Steaua                                       |
| 1997      | Romică Molea                                     | Mioara David                                     | CSA Steaua                                       | CSA Steaua                                       |
| 1998      | Peter Habala                                     | Roxana Scarlat                                   | CSA Steaua                                       | CSA Steaua                                       |
| 1999      | Serghei Jelezov                                  | Roxana Scarlat                                   | CSA Steaua                                       | CSA Steaua                                       |
| 2000      | Serghei Jelezov                                  | Roxana Scarlat                                   | CSA Steaua                                       | CSA Steaua                                       |
| 2001      | George Ilie                                      | Laura Badea                                      | CSA Steaua                                       | CSA Steaua                                       |
| 2002      | Serghei Jelezov                                  | Roxana Scarlat                                   | CSA Steaua                                       | CSA Steaua                                       |
| 2003      | George Ilie                                      | Laura Badea                                      | CSA Steaua                                       | CSA Steaua                                       |
| 2004      | Radu Dărăban                                     | Laura Badea                                      | CSA Steaua                                       | CSA Steaua                                       |
| 2005      | Virgil Sălișcan                                  | Roxana Scarlat                                   | CSA Steaua                                       | CSA Steaua                                       |
| 2006      | Virgil Sălișcan                                  | Cristina Stahl                                   | CSA Steaua                                       | CSA Steaua                                       |
| 2007      | Virgil Sălișcan                                  | Cristina Stahl                                   | CSA Steaua                                       | CSA Steaua                                       |
| 2008      | Radu Dărăban                                     | Cristina Stahl                                   | CSA Steaua                                       | CSA Steaua                                       |
| 2009      | Virgil Sălișcan                                  | Cristina Stahl                                   | CSA Steaua                                       | CSA Steaua                                       |
| 2010      | Radu Dărăban                                     | Maria Udrea                                      | CSA Steaua                                       | CS Dinamo                                        |
| 2011      | Virgil Sălișcan                                  | Cristina Ghiță                                   | CSA Steaua                                       | CSA Steaua                                       |
| 2012      | Radu Dărăban                                     | Cristina Ghiță                                   | CSA Steaua                                       | CSA Steaua                                       |
| 2013      | Virgil Sălișcan                                  | Cristina Ghiță                                   | CSA Steaua                                       | CSA Steaua                                       |
| 2014      | Radu Dărăban                                     | Maria Boldor                                     | CSU Politehnica Timișoara                        | CSA Steaua                                       |
| 2015      | Radu Dărăban                                     | Maria Boldor                                     | CSU Cluj Napoca                                  | CSA Steaua                                       |
| 2016      | Radu Dărăban                                     | Maria Udrea                                      | CSU Politehnica Timișoara                        |                                                  |

### Spadă
| An        | Masculin la individual                           | Feminin la individual                            | Masculin pe echipe                               | Feminin pe echipe                                |
| --------- | ------------------------------------------------ | ------------------------------------------------ | ------------------------------------------------ | ------------------------------------------------ |
| 1920      | Alexandru Racoviță                               | _                                                | _                                                | _                                                |
| 1921      | Alexandru Racoviță                               | _                                                | _                                                | _                                                |
| 1922      | Constantin H. Rosetti                            | _                                                | _                                                | _                                                |
| 1923      | Constantin H. Rosetti                            | _                                                | _                                                | _                                                |
| 1924      | Nicolae Caranfil                                 | _                                                | _                                                | _                                                |
| 1925      | Nicolae Caranfil                                 | _                                                | _                                                | _                                                |
| 1926      | Răzvan Popescu                                   | _                                                | _                                                | _                                                |
| 1927      | Nicolae Caranfil                                 | _                                                | _                                                | _                                                |
| 1928      | Constantin H. Rosetti                            | _                                                | _                                                | _                                                |
| 1929      | Nicolae Marinescu                                | _                                                | _                                                | _                                                |
| 1930      | Nicolae Marinescu                                | _                                                | _                                                | _                                                |
| 1931      | Nicolae Caranfil                                 | _                                                | _                                                | _                                                |
| 1932      | Radu Brăescu                                     | _                                                | _                                                | _                                                |
| 1933      | Nicolae Caranfil                                 | _                                                | _                                                | _                                                |
| 1934      | Nicolae Caranfil                                 | _                                                | _                                                | _                                                |
| 1935      | Paul Drogeanu                                    | _                                                | _                                                | _                                                |
| 1936      | Nicolae Caranfil                                 | _                                                | _                                                | _                                                |
| 1937      | Nicolae Caranfil                                 | _                                                | _                                                | _                                                |
| 1938      | Grigore Neculce                                  | _                                                | _                                                | _                                                |
| 1939      | Vasile Rădulescu                                 | _                                                | _                                                | _                                                |
| 1940      | Grigore Neculce                                  | _                                                | _                                                | _                                                |
| 1941–1942 | nu a avut loc din cauza al Doilea Război Mondial | nu a avut loc din cauza al Doilea Război Mondial | nu a avut loc din cauza al Doilea Război Mondial | nu a avut loc din cauza al Doilea Război Mondial |
| 1943      | Grigore Neculce                                  | _                                                | _                                                | _                                                |
| 1944      | nu a avut loc din cauza al Doilea Război Mondial | nu a avut loc din cauza al Doilea Război Mondial | nu a avut loc din cauza al Doilea Război Mondial | nu a avut loc din cauza al Doilea Război Mondial |
| 1945      | Grigore Neculce                                  | _                                                | _                                                | _                                                |
| 1946      | Aristide Galimir                                 | _                                                | _                                                | _                                                |
| 1947      | Grigore Neculce                                  | _                                                | _                                                | _                                                |
| 1948      | Aristide Galimir                                 | _                                                |                                                  | _                                                |
| 1949      | _                                                | _                                                | _                                                | _                                                |
| 1950      | Grigore Neculce                                  | _                                                | _                                                | _                                                |
| 1951      | Grigore Neculce                                  | _                                                | _                                                | _                                                |
| 1952      | Nicolae Marinescu                                | _                                                | _                                                | _                                                |
| 1953      | Cornel Georgescu                                 | _                                                | _                                                | _                                                |
| 1954      | Ilie Tudor                                       | _                                                | _                                                | _                                                |
| 1955      | Ilie Tudor                                       | _                                                | Știința ICF București                            | _                                                |
| 1956      | Grigore Neculce                                  | _                                                | CCA București                                    | _                                                |
| 1957      | Constantin Ciocârlie                             | _                                                | CCA București                                    | _                                                |
| 1958      | Constantin Stelian                               | _                                                | Progresul Finanțe Bănci București                | _                                                |
| 1959      | Ștefan Haukler                                   | _                                                | CCA București                                    | _                                                |
| 1960      | Constantin Stelian                               | _                                                | Progresul București                              | _                                                |
| 1961      | Constantin Stelian                               | _                                                | CCA București                                    | _                                                |
| 1962      | Ștefan Haukler                                   | _                                                | CCA București                                    | _                                                |
| 1963      | Constantin Stelian                               | _                                                | Steaua București                                 | _                                                |
| 1964      | Dan Ionescu                                      | _                                                | Steaua București                                 | _                                                |
| 1965      | Ștefan Haukler                                   | _                                                | Steaua București                                 | _                                                |
| 1966      | Ștefan Moldanski                                 | _                                                | Steaua București                                 | _                                                |
| 1967      | Anton Pongratz                                   | _                                                | Steaua București                                 | _                                                |
| 1968      | Alexandru Istrate                                | _                                                | Steaua București                                 | _                                                |
| 1969      | Alexandru Istrate                                | _                                                | Steaua București                                 | _                                                |
| 1970      | Carol Kiss                                       | _                                                | Steaua București                                 | _                                                |
| 1971      | Ștefan Moldanski                                 | _                                                | Steaua București                                 | _                                                |
| 1972      | Alexandru Istrate                                | _                                                | Steaua București                                 | _                                                |
| 1973      | Anton Pongratz                                   | _                                                | Steaua București                                 | _                                                |
| 1974      | Costică Bărăgan                                  | _                                                | Steaua București                                 | _                                                |
| 1975      | Octavian Zidaru                                  | _                                                | Steaua București                                 | _                                                |
| 1976      | Ioan Popa                                        | _                                                | Steaua București                                 | _                                                |
| 1977      | Ioan Popa                                        | _                                                | Steaua București                                 | _                                                |
| 1978      | Costică Bărăgan                                  | _                                                | Steaua București                                 | _                                                |
| 1979      | Ioan Popa                                        | _                                                | Steaua București                                 | _                                                |
| 1980      | Costică Bărăgan                                  | _                                                | Steaua București                                 | _                                                |
| 1981      | Rudolf Szabo                                     | _                                                | Steaua București                                 | _                                                |
| 1982      | Mikloș Bodoczi                                   | _                                                | Steaua București                                 | _                                                |
| 1983      | Ion Dima                                         | _                                                | Steaua București                                 | _                                                |
| 1984      | Mihai Popa                                       | _                                                | Steaua București                                 | _                                                |
| 1985      | Sorin Saitoc                                     | _                                                | Steaua București                                 | _                                                |
| 1986      | Rudolf Szabo                                     | _                                                | Steaua București                                 | _                                                |
| 1987      | Nicolae Felix                                    | _                                                | Steaua București                                 | _                                                |
| 1988      | Mihai Popa                                       | Emoke Muzsnay                                    | Steaua București                                 | _                                                |
| 1989      | Mikloș Bodoczi                                   | Emoke Muzsnay                                    | CS Satu Mare                                     | Steaua București                                 |
| 1990      | Mihai Popa                                       | Alina Moțea                                      | Steaua București                                 | CS Satu Mare                                     |
| 1991      | Mirel Adam                                       | Emoke Muzsnay                                    | CS Satu Mare                                     | CS Satu Mare                                     |
| 1992      | Ionel-Ilarie Stanciu                             | Emoke Hodasz                                     | Steaua București                                 | CS Satu Mare                                     |
| 1993      | Gabriel Pantelimon                               | Mariana Alexa                                    | Steaua București                                 | Steaua București                                 |
| 1994      | Ionel-Ilarie Stanciu                             | Iudit Gyurcan                                    | Steaua București                                 | Steaua București                                 |
| 1995      | George Epurescu                                  | Ana Pavel                                        | Steaua București                                 | BNR București                                    |
| 1996      | Cornel Milan                                     | Ana Pavel                                        | BNR București                                    | BNR București                                    |
| 1997      | George Epurescu                                  | Ana Pavel                                        | Steaua București                                 | Steaua București                                 |
| 1998      | Alexandru Nyisztor                               | Irina Görbe                                      | BNR București                                    | CSM Craiova                                      |
| 1999      | Constantin Dumitrescu                            | Ana Maria Brânză                                 | BNR București                                    | BNR București                                    |
| 2000      | Adrian Pop                                       | Ana Maria Brânză                                 | Crișul Oradea                                    | BNR București                                    |
| 2001      | Alexandru Nyisztor                               | Ana Pavel                                        | Crișul Oradea                                    | CS Satu Mare                                     |
| 2002      | Alexandru Nyisztor                               | Bernadette Mayer                                 | Crișul Oradea                                    | CSM/LPS Craiova                                  |
| 2003      | Alexandru Nyisztor                               | Loredana Iordăchioiu                             | Crișul Oradea                                    | CSM/LPS Craiova                                  |
| 2004      | George Epurescu                                  | Ana Maria Brânză                                 | CS Satu Mare                                     | Steaua București                                 |
| 2005      | Alexandru Nyisztor                               | Ana Maria Brânză                                 | Crișul Oradea                                    | CSM/LPS Craiova                                  |
| 2006      | Alexandru Nyisztor                               | Simona Alexandru                                 | Crișul Oradea                                    | Steaua București                                 |
| 2007      | Alexandru Nyisztor                               | Ana Maria Brânză                                 | Crișul Oradea                                    | Steaua București                                 |
| 2008      | Alexandru Nyisztor                               | Simona Alexandru                                 | Crișul Oradea                                    | Steaua București                                 |
| 2009      | Alexandru Nyisztor                               | Anca Măroiu                                      | CSM Oradea                                       | Steaua București                                 |
| 2010      | Adrian Pop                                       | Anca Măroiu                                      | CS Satu Mare                                     | Dinamo București                                 |
| 2011      | Adrian Pop                                       | Ana Maria Brânză                                 | CSM Oradea                                       | Steaua București                                 |
| 2012      | Bertalan Arkosi                                  | Ana Maria Brânză                                 | CS Satu Mare                                     | Steaua București                                 |
| 2013      | Bertalan Arkosi                                  | Ana Maria Brânză                                 | CSU Craiova                                      | Steaua București                                 |
| 2014      | Alin Mitrică                                     | Simona Gherman                                   | CSU Craiova                                      | Steaua București                                 |
| 2015      | Liviu Dragomir                                   | Simona Pop                                       | CSM Satu Mare                                    | Steaua București                                 |
| 2016      |                                                  | Simona Gherman                                   |                                                  | Steaua București                                 |

### Sabie
| An        | Masculin la individual                           | Feminin la individual                            | Masculin pe echipe                               | Feminin pe echipe                                |
| --------- | ------------------------------------------------ | ------------------------------------------------ | ------------------------------------------------ | ------------------------------------------------ |
| 1924      | Nicolae Caranfil                                 | _                                                | _                                                | _                                                |
| 1925      | Nicolae Caranfil                                 | _                                                | _                                                | _                                                |
| 1926      | Ödön Balazs                                      | _                                                | _                                                | _                                                |
| 1927      | Nicolae Caranfil                                 | _                                                | _                                                | _                                                |
| 1928      | Dumitru Raiciu                                   | _                                                | _                                                | _                                                |
| 1929      | Dumitru Raiciu                                   | _                                                | _                                                | _                                                |
| 1930      | Dumitru Raiciu                                   | _                                                | _                                                | _                                                |
| 1931      | Vasile Rădulescu                                 | _                                                | _                                                | _                                                |
| 1932      | Radu Brăescu                                     | _                                                | _                                                | _                                                |
| 1933      | M. Lozoncy                                       | _                                                | _                                                | _                                                |
| 1934      | Ștefan Slăvescu                                  | _                                                | _                                                | _                                                |
| 1935      | Andrei Altman                                    | _                                                | _                                                | _                                                |
| 1936      | Nicolae Marinescu                                | _                                                | _                                                | _                                                |
| 1937      | Nicolae Marinescu                                | _                                                | _                                                | _                                                |
| 1938      | Nicolae Marinescu                                | _                                                | _                                                | _                                                |
| 1939      | Marin Dobre                                      | _                                                | _                                                | _                                                |
| 1940      | Camil Szatmary                                   | _                                                | _                                                | _                                                |
| 1941–1942 | nu a avut loc din cauza al Doilea Război Mondial | nu a avut loc din cauza al Doilea Război Mondial | nu a avut loc din cauza al Doilea Război Mondial | nu a avut loc din cauza al Doilea Război Mondial |
| 1943      | Gheorghe Man                                     | _                                                | _                                                | _                                                |
| 1944      | nu a avut loc din cauza al Doilea Război Mondial | nu a avut loc din cauza al Doilea Război Mondial | nu a avut loc din cauza al Doilea Război Mondial | nu a avut loc din cauza al Doilea Război Mondial |
| 1945      | Dumitru Raiciu                                   | _                                                | _                                                | _                                                |
| 1946      | Ilie Tudor                                       | _                                                | _                                                | _                                                |
| 1947      | Jaques Istrate                                   | _                                                | _                                                | _                                                |
| 1948      | Eugen Burlacu                                    | _                                                | Banca RPR București                              | _                                                |
| 1949      | Ion Santo                                        | _                                                | CCA București                                    | _                                                |
| 1950      | Gheorge Man                                      | _                                                | CCA București                                    | _                                                |
| 1951      | Gheorge Man                                      | _                                                | CCA București                                    | _                                                |
| 1952      | Tiberiu Bartoș                                   | _                                                | CCA București                                    | _                                                |
| 1953      | Ilie Tudor                                       | _                                                | CCA București                                    | _                                                |
| 1954      | Gheorge Man                                      | _                                                | CCA București                                    | _                                                |
| 1955      | Tiberiu Bartoș                                   | _                                                | CCA București                                    | _                                                |
| 1956      | Tiberiu Szabo                                    | _                                                | CCA București                                    | _                                                |
| 1957      | Cornel Pelmuș                                    | _                                                | CCA București                                    | _                                                |
| 1958      | Cornel Pelmuș                                    | _                                                | CCA București                                    | _                                                |
| 1959      | Cornel Pelmuș                                    | _                                                | CCA București                                    | _                                                |
| 1960      | Dumitru Mustață                                  | _                                                | CCA București                                    | _                                                |
| 1961      | Dumitru Mustață                                  | _                                                | Știința București                                | _                                                |
| 1962      | Dumitru Mustață                                  | _                                                | Steaua București                                 | _                                                |
| 1963      | Dumitru Mustață                                  | _                                                | Steaua București                                 | _                                                |
| 1964      | Ion Drîmbă                                       | _                                                | Steaua București                                 | _                                                |
| 1965      | Dumitru Mustață                                  | _                                                | Steaua București                                 | _                                                |
| 1966      | Gheorghe Culcea                                  | _                                                | Steaua București                                 | _                                                |
| 1967      | Iosif Budahazi                                   | _                                                | Steaua București                                 | _                                                |
| 1968      | Octavian Vintilă                                 | _                                                | Steaua București                                 | _                                                |
| 1969      | Octavian Vintilă                                 | _                                                | Steaua București                                 | _                                                |
| 1970      | Dan Irimiciuc                                    | _                                                | Steaua București                                 | _                                                |
| 1971      | Dan Irimiciuc                                    | _                                                | Steaua București                                 | _                                                |
| 1972      | Gheorghe Culcea                                  | _                                                | Steaua București                                 | _                                                |
| 1973      | Tănase Mureșanu                                  | _                                                | Steaua București                                 | _                                                |
| 1974      | Ioan Pop                                         | _                                                | Steaua București                                 | _                                                |
| 1975      | Ion Pantelimonescu                               | _                                                | Steaua București                                 | _                                                |
| 1976      | Cornel Marin                                     | _                                                | Steaua București                                 | _                                                |
| 1977      | Marin Mustață                                    | _                                                | Steaua București                                 | _                                                |
| 1978      | Marin Mustață                                    | _                                                | Steaua București                                 | _                                                |
| 1979      | Ion Pantelimonescu                               | _                                                | Steaua București                                 | _                                                |
| 1980      | Ioan Pop                                         | _                                                | Steaua București                                 | _                                                |
| 1981      | Marin Mustață                                    | _                                                | Steaua București                                 | _                                                |
| 1982      | Marin Mustață                                    | _                                                | Steaua București                                 | _                                                |
| 1983      | Cornel Marin                                     | _                                                | Steaua București                                 | _                                                |
| 1984      | Marin Mustață                                    | _                                                | Steaua București                                 | _                                                |
| 1985      | Cornel Marin                                     | _                                                | Steaua București                                 | _                                                |
| 1986      | Alexandru Chiculiță                              | _                                                | Steaua București                                 | _                                                |
| 1987      | Florin Păunescu                                  | _                                                | Steaua București                                 | _                                                |
| 1988      | Alexandru Chiculiță                              | _                                                | Steaua București                                 | _                                                |
| 1989      | Alexandru Chiculiță                              | _                                                | CS Satu Mare                                     | _                                                |
| 1990      | Alexandru Chiculiță                              | _                                                | Steaua București                                 | _                                                |
| 1991      | Alexandru Chiculiță                              | _                                                | Tractorul Brașov                                 | _                                                |
| 1992      | Alexandru Chiculiță                              | _                                                | Tractorul Brașov                                 | _                                                |
| 1993      | Dan Găureanu                                     | _                                                | Tractorul Brașov                                 | _                                                |
| 1994      | Dan Găureanu                                     | _                                                | BNR București                                    | _                                                |
| 1995      | Alin Lupeică                                     | _                                                | Tractorul Brașov                                 | _                                                |
| 1996      | Alin Lupeică                                     | _                                                | Tractorul Brașov                                 | _                                                |
| 1997      | Alin Lupeică                                     | _                                                | Tractorul Brașov                                 | _                                                |
| 1998      | Dan Găureanu                                     | _                                                | Tractorul Brașov                                 | _                                                |
| 1999      | Mihai Covaliu                                    | _                                                | Steaua București                                 | _                                                |
| 2000      | Mihai Covaliu                                    | _                                                | BNR București                                    | _                                                |
| 2001      | Mihai Covaliu                                    | Irina Drăghici                                   | Steaua București                                 | Progresul BNR                                    |
| 2002      | Mihai Covaliu                                    | Cătălina Gheorghițoaia                           | Dinamo București                                 | Dinamo București                                 |
| 2003      | Mihai Covaliu                                    | Irina Covaliu                                    | Steaua București                                 | Steaua București                                 |
| 2004      | Rareș Dumitrescu                                 | Cătălina Gheorghițoaia                           | Dinamo București                                 | Dinamo București                                 |
| 2005      | Mihai Covaliu                                    | Andreea Pelei                                    | Dinamo București                                 | Steaua/CSM Iași                                  |
| 2006      | Rareș Dumitrescu                                 | Irina Covaliu                                    | Dinamo București                                 | Dinamo București                                 |
| 2007      | Mihai Covaliu                                    | Elena Munteanu                                   | Dinamo București                                 | Steaua București                                 |
| 2008      | Rareș Dumitrescu                                 | Elena Munteanu                                   | Dinamo București                                 | Steaua București                                 |
| 2009      | Florin Zalomir                                   | Elena Munteanu                                   | Dinamo București                                 | Steaua București                                 |
| 2010      | Rareș Dumitrescu                                 | Bianca Pascu                                     | Dinamo București                                 | Steaua București                                 |
| 2011      | Mihail Bela                                      | Bianca Pascu                                     | Dinamo București                                 | Dinamo București                                 |
| 2012      | Rareș Dumitrescu                                 | Mihaela Bulică                                   | Dinamo București                                 | Steaua București                                 |
| 2013      | Tiberiu Dolniceanu                               | Mihaela Bulică                                   | Dinamo București                                 | Dinamo București                                 |
| 2014      | Alin Badea                                       | Bianca Pascu                                     | Dinamo București                                 | Dinamo București                                 |
| 2015      | Tiberiu Dolniceanu                               | Bianca Pascu                                     | Dinamo București                                 | Dinamo București                                 |